# Portada/efemèride juliol 23
Quett Joni Masire
« 22 de juliol · 23 de juliol · 24 de juliol »